# أليكس نابير
أليكس نابير (بالإنجليزية: Alex Napier)‏ هو لاعب كرة قدم بريطاني في مركز جناح ‏، ولد في 8 أغسطس 1935 في كيركالدي في المملكة المتحدة. لعب مع ريث روفرز.